# Мусселиус, Максимилиан Максимилианович
Максимилиа́н Максимилиа́нович Муссе́лиус (7 декабря [25 ноября] 1884, Санкт-Петербург — 20 января 1938, Вологда) — советский астроном.

## Происхождение
Старший сын начальника отделения Главного управления почт и телеграфов, русского дворянина Максимилиана Робертовича Мусселиуса (1858—1928). Имел четырёх братьев — Михаила, Алексея, Петра, Георгия и сестру Ирину. Мать — Елизавета Михайловна, урождённая Пещурова — дочь М. А. Пещурова.

## Биография
В 1898—1903 годах учился в Царскосельской классической гимназии. В 1904 году поступил на физико-математический факультет Санкт-Петербургского университета (отделение астрономии и геодезии).
После окончания университета в 1910 году поступил на службу в Департамент внутренних водных путей и шоссейных дорог; в 1910—1912 годах совершил две гидрометрические экспедиции по Сибири для исследования течений рек Туры и Тобола, а также бассейна рек верхнего течения реки Лены.
В 1912 году был призван на военную службу. Участвовал в первой мировой войне, был ранен. После демобилизации в марте 1918 года работал в обсерватории Казанского университета. В июне 1919 года был мобилизован в Красную Армию, но в боях не участвовал.
В 1920 году был прикомандирован к Вычислительному институту. После демобилизации в 1923 году продолжил работу в этом институте, одновременно работая инженером в Главном геодезическом управлении, а позднее — преподавая мореходную астрономию в Военно-Морском училище им. Фрунзе.
С 1925 года работал в Пулковской обсерватории. В 1935 году получил учёную степень кандидата астрономии и геодезии.
В 1937 году был назначен учёным секретарём Пулковской обсерватории. В ночь на 11 февраля 1937 года был арестован в связи с «пулковским делом». Приговорён к 10 годам заключения. Отбывая наказание в Вологодской тюрьме, был вторично судим вследствие действий комиссии по «чистке» тюрем, перед которой стояла задача уменьшить количество заключенных. «За систематическую контрреволюционную троцкистскую агитацию среди заключенных» был приговорён к расстрелу и расстрелян 20 января 1938 года. Реабилитирован в 1957 году.

## Работа
Научная деятельность связана с общей астрометрией, специальной меридианной астрометрией, службой времени, определением долгот. Занимался составлением навигационных таблиц и таблиц эфемерид. Занимался измерениями на пулковском меридианном круге. Участвовал в многочисленных экспедициях по маршрутной съёмке, определению координат, гравиметрии. Написал главу «Инструменты для определения времени» для известного курса «Введение в практическую астрономию» (1936).